# スパイク・ジョーンズ
スパイク・ジョーンズ（Spike Jonze、本名：アダム・スピーゲル（Adam Spiegel）、1969年10月22日 - ）はアメリカ合衆国の映画監督、ミュージック・ビデオ・ディレクター、CMディレクター、映画プロデューサー、脚本家、俳優。

## 来歴・人物
1969年メリーランド州ロックビルに生まれる。父親は管理コンサルタントで母親も通信コンサルタントとして働いていた。バイト先のBMXの販売店でのニックネームがスパイク・ジョーンズだったことから現在もその名を使用している。
1980年代になるとフォトグラファーとして活動を始めた。その後、GAPやアディダスなどのテレビCMをディレクターとして手掛け、1992年からはミュージック・ビデオの監督として活動を開始。これまでにビョーク、ビースティ・ボーイズ、テネイシャスD、ケミカル・ブラザーズ等のミュージック・ビデオを多数手がけ、その新鮮な映像で注目される。中でも巻戻しで再生しているファーサイドの「ドロップ」のPVは有名。またクリストファー・ウォーケンを起用したファットボーイ・スリムの楽曲「Weapon of Choice」のプロモーションビデオは2001年のMTVミュージック・ビデオ・アワード、グラミー賞短編ミュージック・ビデオ賞を受賞した。
1999年にチャーリー・カウフマン脚本による『マルコヴィッチの穴』で映画監督デビューし絶賛を受け、アカデミー監督賞候補となる。続いて、やはりカウフマン脚本による『アダプテーション』を監督しベルリン国際映画祭銀熊賞 (審査員グランプリ)受賞した。
2009年に、日本で放映されたソフトバンクのテレビCM（「ボディ・ガード」）のディレクターも担当しており、ブラッド・ピットを大相撲力士の武蔵丸のボディ・ガードに見立てていて、視覚的にもユーモラスな内容になっている。
2013年、SF恋愛映画である『her/世界でひとつの彼女』で、孤独な男と人工知能の恋愛というストーリーを作り上げ、アカデミー脚本賞を受賞した。
また、俳優としても活動しており、『ゲーム』『スリー・キングス』『ウルフ・オブ・ウォールストリート』などの何本かの作品に出演している。

## 私生活
1999年に映画監督のソフィア・コッポラと結婚したが、2003年に離婚。2008年秋から女優のミシェル・ウィリアムズと交際していたが、破局した。なお、元妻のソフィアが監督・脚本を担当した『ロスト・イン・トランスレーション』に登場するジョヴァンニ・リビシ演じるヒロインの夫は、ジョーンズがモデルとされている。同作品はかつてソフィアがジョーンズと共に来日した経験を基にしている。2010年には菊地凛子と交際が報道された。

## 代表作品

### 映画
- スリー・キングス Three Kings （1999年） 出演
- ヒューマン・ネイチュア Human Nature （2001年） 製作
- ジャッカス・ザ・ムービーシリーズ jackass （2002年、2006年、2011年） 製作総指揮
- 脳内ニューヨーク Synecdoche, New York （2008年） 製作
- ウルフ・オブ・ウォールストリート The Wolf of Wall Street （2013年） 出演
- ジャッカス/クソジジイのアメリカ横断チン道中 Jackass Presents: Bad Grandpa （2013年） 製作
- ナイン・デイズ Nine Days (2020年) 製作総指揮
- SING/シング: ネクストステージ Sing 2 （2021年) 出演
- バビロン Babylon (2022年) 出演

長編監督作品
- マルコヴィッチの穴 Being John Malkovich （1999年） 監督
- アダプテーション Adaptation （2002年） 監督
- かいじゅうたちのいるところ Where The Wild Thing Are （2009年） 監督
- her/世界でひとつの彼女 her （2013年） 監督・脚本

短編監督作品
- アイム・ヒア I'm Here （2010年） 監督・脚本

### テレビシリーズ
- ジャッカス 総監督

### ミュージックビデオ
1. "100%" by ソニック・ユース (1992)
2. "Cannonball" by ブリーダーズ (1993)
3. "Country At War" by X (1993)
4. "Daughters of the Kaos" by ルシャス・ジャクソン (1993)
5. "Hang On" by ティーンエイジ・ファンクラブ (1993)
6. "Time For Livin'" by ビースティ・ボーイズ (1993)
7. "All About Eve" by マークスマン (1994)
8. "Buddy Holly" by ウィーザー (1994)
9. "Ditch Digger" by ロケット・フロム・ザ・クリプト (1994)
10. "Divine Hammer" by ブリーダーズ (1994)
11. "Feel the Pain" by ダイナソーJr. (1994)
12. "I Can't Stop Smiling" by Velocity Girl (1994)
13. "If I Only Had a Brain" by MC 900 Ft. Jesus (1994)
14. "Old Timer" by ザット・ドッグ (1994)
15. "Ricky's Theme" by ビースティ・ボーイズ (1994)
16. "Sabotage" by ビースティ・ボーイズ (1994) (also writer)
17. "Sure Shot" by ビースティ・ボーイズ (1994)
18. "Undone (The Sweater Song)" by ウィーザー (1994)
19. "California" by ワックス (1995)
20. "Car Song" by エラスティカ (1995)
21. "Crush with Eyeliner" by R.E.M. (1995)
22. "Freedom of '76" by Ween (1995)
23. "It's Oh So Quiet" by ビョーク (1995)
24. "The Diamond Sea" by ソニック・ユース (1995)
25. "Who Is Next?" by ワックス (1995)
26. "Drop" by ファーサイド (1996)
27. "Da Funk" by ダフトパンク (1997)
28. "Electrolite" by R.E.M. (1997)
29. "Elektrobank" by ケミカルブラザーズ (1997)
30. "It's All About the Benjamins (Rock Remix)" by パフ・ダディ (1997)
31. "Liberty Calls" by マイク・ワット (1997)
32. "Shady Lane" by ペイヴメント (1997)
33. "Sky's the Limit" by ノトーリアス・B.I.G. (1997)
34. "Home (Sean Lennon song)" by ショーン・レノン (1998)
35. "Praise You" by ファットボーイ・スリム (1998)
36. "Root Down" (version 2) by ビースティ・ボーイズ (1998)
37. "The Rockafeller Skank" (version 1) by ファットボーイ・スリム (1998)
38. "Weapon of Choice" by ファットボーイ・スリム (2000)
39. "What's Up, Fatlip?" by Fatlip (2000)
40. "Wonderboy" by テネイシャスD (2000)
41. "Island in the Sun" (Version 2) by ウィーザー(2002)
42. "It's in Our Hands" by ビョーク(2002)
43. "Big Brat" by ファントム・プラネット (2003)
44. "Get Back" by リュダクリス (2004)
45. "Y Control" by ヤー・ヤー・ヤーズ (2004)
46. "Triumph of a Heart" by ビョーク (2005)
47. "Blessed Evening" by フィタース (2005)

### CM
- "Guerrilla Tennis"－ナイキ
- "Car"－リー
- "Doctors"－リーバイス
- "The Morning After"－アディダス
- "Lamp"－イケア
- "Hello Tomorrow"－アディダス
- "Pardon Our Dust"－GAP
- "Penguin"－ミラー
- "Bodyguard"－ソフトバンク